# Sport Luanda e Benfica
Sport Luanda e Benfica é um clube de futebol angolano, baseado em Luanda, a capital do país. Foi fundado em 1922. O clube disputa seus jogos no Estádio dos Coqueiros, em Luanda.
O time é inspirado no seu xará mais famoso, o Sport Lisboa e Benfica, que o influenciou até nas cores do uniforme (vermelho e branco), no escudo (idêntico ao do clube português) e na mascote (uma águia, daí o apelido "Águias de Luanda").
Apesar de ser um dos clubes mais famosos de Angola, o Benfica de Luanda só têm dois títulos nacionais em sua história.

## Histórico
O clube foi fundado em 1922 com a designação de Sport Luanda e Benfica, como clube sucursal do português Sport Lisboa e Benfica.
Durante as celebrações do 50.º aniversário da filial angolana no Estádio Municipal dos Coqueiros, o Benfica venceu o jogo frente ao Sport Luanda e Benfica por oito bolas a uma, com Eusébio a inaugurar o marcador aos quatro minutos do desafio. Foi no dia 3 de outubro de 1972.
Em 1980 foi fundido com dois outros clubes para dar origem ao Atlético Petróleos de Luanda, cedendo todos os atletas, estruturas e dirigentes para o novo clube.
Em 1995 se desassociou do Atlético Petróleos de Luanda e passou a se chamar "Saneamentos Rangol Luanda". Em 2000 voltou a chamar-se Sport Luanda e Benfica.
Os maiores sucessos nacionais do Benfica de Luanda foram em 2007, quando conquistou a SuperTaça de Angola, e em 2014, quando conquistou a Taça de Angola. Em 2007 o clube se classificou pela primeira vez para uma competição continental. Depois de completar com sucesso a terceira rodada, o clube foi posteriormente excluído porque jogadores irregulares foram escalados para os jogos. Assim, o clube saiu invicto da competição.
Marcou história no clube a presidência de Tchizé dos Santos, de 2009 até 2013, a primeira mulher a dirigir um clube angolano profissional de futebol.
Mesmo conseguindo excelentes colocações no Girabola em 2014 e 2015 (em ambos, terceiro lugar), em 2017 o Sport Luanda e Benfica suspendeu a sua participação no campeonato por motivos financeiros.

## Plantel actual
Atualizado em 30 de Janeiro de 2016.
Legenda
- : Capitão
- : Jogador suspenso
- : Jogador lesionado

## Títulos
- Super Copa de Angola: 1 (2007)
- Copa de Angola: 1 (2014)

## Participações nas competições CAF
- Copa das Confederações da CAF: 1 participação

2007 - Segunda Rodada